# Gavilanes (Turcia)
Gavilanes es una localidad del municipio leonés de Turcia, en la Comunidad Autónoma de Castilla y León. El pueblo se encuentra al sur del municipio, cercano al río Órbigo que riega sus tierras. Se accede a la localidad a través de la carretera LE-420.
La iglesia está dedicada a san Juan Evangelista.

## Localidades limítrofes
Confina con las siguientes localidades:
- Al norte con Palazuelo de Órbigo.
- Al este con Santa Marina del Rey.
- Al suroeste con Benavides de Órbigo.

## Historia
Así se describe a Gavilanes en el tomo viii del Diccionario geográfico-estadístico-histórico de España y sus posesiones de Ultramar, obra impulsada por Pascual Madoz a mediados del siglo XIX:

Lugar en la provincia de León, partido judicial y diócesis de Astorga, audiencia territorial y capitanía general de Valladolid, ayuntamiento de Benavides. Situado en terreno llano con libre ventilación y clima bastante sano. Tiene unas 52 casas cubiertas de teja, y regularmente cómodas; iglesia parroquial (San Juan Evangelista), servida por un cura de primer ascenso y libre provisión; y buenas aguas potables. Confina N Palazuelo; E Santa Marina del Rey; S Benavides, y O Vega de Antoñán. El terreno es pedregoso, y le fertilizan las aguas del río Órbigo. Además de los caminos locales tiene el que de Llamas de la Ribera dirige al Hospital de Órbigo, donde se divide en 4 ramales. Producciones: trigo, lino, centeno, cebada, legumbres y buenos pastos; cría ganados y alguna caza y pesca. Población: 52 vecinos, 274 almas. Contribución: con el ayuntamiento.
Diccionario geográfico-estadístico-histórico de España y sus posesiones de Ultramar

## Demografía
Evolución de la población
| Gráfica de evolución demográfica de Gavilanes entre 2000 y 2017    |
|                                                                    |
| Población de derecho (2000-2017) según el padrón municipal del INE |